# Jakobstad
Jakobstad [ˈjɑːkɔpstɑːd], finnisch Pietarsaari [ˈpiɛtɑrsɑːri], ist eine Stadt am Bottnischen Meerbusen im Westen Finnlands.
Die Stadt wurde 1652 von Ebba Brahe gegründet und als Jakobstad nach ihrem verstorbenen Gatten, Jakob de la Gardie, benannt.

## Sprachen
Die Stadt hat einen schwedischsprachigen Bevölkerungsanteil von 56,3 %, einen finnischsprachigen Anteil von 34,7 %, sowie 9,0 % Anderssprachige. Sie ist deswegen offiziell zweisprachig mit Schwedisch als erster Amtssprache. In internationalen Zusammenhängen verwendet die Stadt selbst meist den schwedischen Namen Jakobstad.

## Wirtschaft
Der größte Arbeitgeber in der Stadt sind zwei Unternehmen der Papierindustrie, d. h. UPM-Kymmene und Billerud Korsnäs, deren Werke sich in den nördlichen Hafengebieten befinden. Weitere wichtige Unternehmen sind das Stahlwerk von Outokumpu und die Fleischfabrik von Snellman. In der Stadt und seiner Umgebung arbeiten darüber hinaus viele mittelgroße und kleine Unternehmen, unter anderem im Bootsbau. Unter den bekannten Bootswerften sind Baltic Yachts, Nautor’s Swan und Jakobstads båtvarv.
Bekannte ehemalige Unternehmen sind die Tabakfabrik Strengberg und der Speiseeishersteller Sun Ice. Beide wurden zuerst verkauft und später eingestellt, die Tabakfabrik während der wirtschaftlichen Rezession der 1990er Jahre und die Speiseeisfabrik im Jahr 2002. Im Jahr 2014 verlagerte Rettig Värme seine gesamte Produktion von Heizkörpern nach Polen, Frankreich und Großbritannien. Die Gießerei Componenta (ehemals Wärtsilä), die seit 1896 in der Stadt ansässig war, wurde im selben Jahr geschlossen.
Schweden betreibt ein Konsulat in Jakobstad seit 1829.

## Bevölkerungsentwicklung
Die Entwicklung der Einwohnerzahl von Jakobstad:
| Jahr | Einwohner |
| 1980 | 20.700    |
| 1985 | 20.458    |
| 1990 | 19.883    |
| 1995 | 19.939    |

| Jahr | Einwohner |
| 2000 | 19.636    |
| 2005 | 19.521    |
| 2010 | 19.656    |
| 2012 | 19.680    |

## Sehenswürdigkeiten
- Arktisches Freilichtmuseum Nanoq
- Der Schonwald, ein direkt am Alten Hafen (Gamla hamn) gelegenes Gelände, wo seit dem 18. Jahrhundert keine Bäume gefällt werden dürfen. Einige der Kiefern sind über 300 Jahre alt. Die Straße Gamla hamnvägen umschließt das Gelände, und es gibt eine Finnenbahn.

## Städtepartnerschaften
Jabobstad unterhält Städtepartnerschaften zu den folgenden Städten und Gemeinden:
- Asker, Norwegen
- Birkeröd, Dänemark
- Bünde, Deutschland
- Eslöv, Schweden
- Garðabær, Island
- Jamestown, New York, USA
- Jūrmala, Lettland
- Söderhamn, Schweden

## Söhne und Töchter der Stadt
- Johan Ludvig Runeberg (1804–1877), finnlandschwedischer Schriftsteller, der „Nationaldichter Finnlands“
- Fredrika Charlotta Runeberg (1807–1879), finnlandschwedische Schriftstellerin
- Kaarlo Väkevä (1909–1932), finnischer Amateurboxer
- Bertel Storskrubb (1917–1996), finnischer Leichtathlet
- Johan Asplund (1937–2018), schwedischer Soziologe und Professor der Universität Lund
- Ingemo Engström (* 1941), deutsche Filmregisseurin und Drehbuchautorin
- Vesa Mars (* 1961), finnischer Fußballspieler
- Tomas Sandström (* 1964), schwedischer Eishockeyspieler
- Patrick Wingren (* 1969), finnischer Komponist, Pianist und Chorleiter sowie finnlandschwedischer Politiker und politischer Aktivist
- Fredrik Norrena (* 1973), finnischer Eishockeytorwart
- Fredrik Svanbäck (* 1979), finnischer Fußballspieler
- Philip Teir (* 1980), finnlandschwedischer Journalist und Schriftsteller
- Filip Riska (* 1985), finnischer Eishockeyspieler
- Robert Nyholm (* 1988), finnischer Eishockeyspieler
- Sara Forsberg (* 1994), finnische Sängerin, Songwriterin, YouTuberin und Fernsehmoderatorin
- Arne Braun (* 1995), Jazz- und Fusionmusiker
- Nathalie Blomqvist (* 2001), finnische Leichtathletin